# Мото Нса, Северо
Северо Матиас Мото Нса (исп. Severo Matías Moto Nsá; род. 6 ноября 1943, Испанская Гвинея) — президент Партии прогресса Экваториальной Гвинеи.

## Биография
Мото родился в Акоке в Рио-Муни и выучился на католического священника. При президенте Франсиско Масиасе Нгеме он был радистом и редактором газеты в 1970-е годы, но в конце концов был помещен под домашний арест и не был освобожден до тех пор, пока Обианг не сверг Масиаса в 1979 году. Первоначально Обианг поручил Мото ряд важных должностей: он представлял Экваториальной Гвинеи на саммите Движения неприсоединения в Гаване в сентябре 1979 года, он был назначен техническим директором Министерства информации и туризма в 1980 году, а в 1981 году был назначен на пост министра информации и туризма. и вскоре после этого президент Обианг поссорился, по-видимому, из-за разногласий по поводу политики и предпочтения Мото реформ, обеспечивающих большую открытость; он бежал из Экваториальной Гвинеи в декабре 1981 года и поселился в Испании, где оставался активным лидером оппозиции в изгнании.
Вернувшись домой в качестве лидера оппозиции, Мото был заключен в тюрьму Блэк-Бич в Малабо, но позже освобожден и ему разрешили вернуться в изгнание. Он утверждает, что выиграл несколько выборов в Экваториальной Гвинее. Сообщается, что он был в хороших отношениях с Хосе Марией Аснаром, который был премьер-министром Испании с 1996 по 2004 год. Из-за этого и его положения в качестве главного претендента на пост президента после переворота Экваториальная Гвинея обвинила его в том, что он был зачинщиком покушение в марте 2004 года, предпринятое Саймоном Манном и Ником дю Туа, заочно судили. Он исчез на короткое время в 2005 году, чтобы вновь появиться целым и невредимым. Он утверждал, что пара киллеров вывезла его на яхте в Дубровнике, Хорватия, только для того, чтобы отпустить его, потому что он был католиком.